# Isla Meanguera del Golfo
Die Isla Meanguera del Golfo ist mit einer Fläche von 16,68 km² die größte bewohnte Insel von El Salvador. Die Insel im Golf von Fonseca ist vulkanischen Ursprungs und erreicht im Cerro Evaristo eine Höhe von 466 m über dem Meer.

## Verwaltung
Die Gemeindeverwaltung auf der Insel Meanguera del Golfo ist in 3 Landkreise (Cantones) und 13 Dörfer (Caseríos) gegliedert und gehört zum Departamento La Unión. Am 17. Juni 1916 wurden per Dekret des damaligen Präsidenten Carlos Meléndez der Insel die Stadtrechte verliehen. Die Einwohner wählen auch den Bürgermeister und die Mitglieder der Verwaltung. Die Bevölkerungsanzahl betrug   2398 Personen, dies bedeutet eine Dichte von 143,76 Einwohner / km ² (Stand: Volkszählung 2007). Bürgermeister ist Luis Antonio Dheming Almendáres (Partei: Alianza Republicana Nacionalista). Die Insel gehört zum Municipio Meanguera del Golfo. Der Sitz der Gemeindeverwaltung Alcaldía Municipal de Meanguera del Golfo ist in Barrio El Centro.

## Industrie und Handel
Neben der Fischerei, Viehzucht und Landwirtschaft die zum Lebensunterhalt dient gibt es handwerkliche Betriebe, ein Hotel und andere kleinere Einzelhandelsgeschäfte. Die angesiedelten Geschäfte dienen jedoch nur dem lokalen Handel und Grundversorgung. Das Hotel La Joya del Golfo wurde auf Pfählen errichtet und hat nur auf einer Seite Landverbindung.  

## Verkehr
Die Bewohner der Insel kommunizieren mit dem Festland über ein Satelliten-System. Es gibt einen kleinen Hafen mit täglichen Verbindungen zum Festlandhafen Puerto Coquitos in La Union und Bootstouren zur Nachbarinsel Isla Conchagüita.  

## Sehenswertes
Zu den touristischen Attraktion der Insel zählen die Höhlen Zambullido, die Strände El Corozal, El Nance, El Majahual, Los Infiernillos (Ausoles) und die Petroglyphen auf der Nachbarinsel Conchagüita. 